# NGC 4796
NGC 4796 је галаксија у сазвежђу Девица која се налази на NGC листи објеката дубоког неба.
Деклинација објекта је + 8° 4' 1" а ректасцензија 12h 55m 4,6s. Привидна величина (магнитуда) објекта NGC 4796 износи 14,5 а фотографска магнитуда 15,5. NGC 4796 је још познат и под ознакама NPM1G +08.0306, PGC 93119.